# José Goñi Aizpurúa
José Goñi Aizpurúa (San Sebastián, 8 de agosto de 1908 - Madrid, 16 de marzo de 1964) fue un periodista tradicionalista español.

## Biografía
Inició su actividad periodista profesional en San Sebastián, donde fue redactor de La Constancia y más tarde de El Diario Vasco. En 1934 fue nombrado director del periódico tradicionalista Pensamiento Alavés, publicado en Vitoria, que se posicionaría a favor de los sublevados tras producirse el golpe de Estado de julio de 1936. En octubre de 1937 cesó en la dirección de Pensamiento Alavés, trasladándose en 1938 a Santiago de Compostela, donde dirigió El Correo Gallego y La Noche (hasta 1960). Posteriormente se estableció en Madrid, donde fue consejero delegado del diario Informaciones y jefe de Cifra Gráfica. También fue corresponsal de varios periódicos españoles a nivel nacional.